# Psychotria brevipuberula
Psychotria brevipuberula är en måreväxtart som beskrevs av Ernest Marie Antoine Petit. Psychotria brevipuberula ingår i släktet Psychotria och familjen måreväxter. Inga underarter finns listade i Catalogue of Life.